# Bollullos Par del Condado
Bollullos Par del Condado är en kommun i Spanien.   Den ligger i provinsen Provincia de Huelva och regionen Andalusien, i den sydvästra delen av landet, 400 km sydväst om huvudstaden Madrid. Antalet invånare är 14 210. Arean är 50 kvadratkilometer. Bollullos Par del Condado gränsar till Almonte.
Terrängen i Bollullos Par del Condado är platt.